# Station Champagney (Haute-Saône)
Station Champagney is een spoorwegstation in de Franse gemeente Champagney (Haute-Saône).